# Arcebispo de Armagh (Igreja da Irlanda)
O Arcebispo de Armagh da Igreja da Irlanda é o Primaz de Toda Irlanda e o líder daquela Igreja, bem como o bispo diocesano da Diocese de Armagh e arcebispo metropolitano da Província de Armagh. John McDowell é o presente titular do cargo, que foi entronizado em sua cátedra na Catedral de São Patrício em Armagh em 28 de abril de 2020 e assina como +John ARMAGH.

## História
Na Igreja medieval irlandesa, os primeiros bispos atuavam também como abades, com o bispo se tornando o mais novo dos dois cargos. A partir do século VIII, se não antes, a casa de Armagh reivindicou a fundação de São Patrício, e a posição de comarba Pátraic ("sucessor de Patrício") foi mantida pelo abade de Armagh até que a posição de abade e bispo foram fundidas novamente no século XII, com a criação do arcebispado de Armagh.